# Eberhard Zangger
Eberhard Zangger (nascut el 1958 a Kamen, Alemanya) és un geoarqueòleg, consultor i publicista de comunicacions corporatives alemany. Es va fer conegut internacionalment per la seva controvertida identificació de Troia com l'Atlàntida.

## Vida i obra
Eberhard Zangger va estudiar geologia i paleontologia a la Universitat de Kiel i va completar un programa de doctorat a la Universitat Stanford entre 1984 i 1988. Després d'això, va ser un investigador associat al Departament de Ciències de la Terra de la Universitat de Cambridge (1988–91). Al juny de 1991 va fundar l'oficina consultora Geoarcheology International a Zúric, Suïssa, des d'on va participar en sis projectes arqueològics a la zona oriental de la Mediterrània cada any fins a 1999.
Zangger s'especialitzà en geoarqueologia en 1982. El seu primer treball de recerca i descobriments van incloure la situació costanera de Dímini en la Grècia central neolítica,la mesura del Llac Lerna a la plana d'Argos, l'antiguitat i la funció de la desviació micènica del riu i l'extensió de la ciutat baixa de Tirint, el caràcter insular d'Asine, el port artificial de Nèstor a Pilos, incloent el seu mecanisme de descàrrega d'aigua neta, i una presa feta per l'home al Monastiraki minoic en l'actual Creta.
Zangger va assolir reconeixement internacional en 1992 amb la seva interpretació de la ubicació de l'Atlàntida platònica a Troia. Segons Zangger, Plató va utilitzar una versió egípcia de la història sobre Troia per al seu llegendari relat sobre l'Atlàntida. Només cap al final dels seus escrits Plató s'adona que les dues històries parlen de la mateixa ciutat. Zangger basa el seu argument en les comparacions entre la cultura micènica i el relat de la civilització grega enfront de l'Atlàntida de Plató, així com en els paral·lelismes entre els records de la Guerra de Troia i la guerra entre Grècia i l'Atlàntida. El 1992 Zangger arribà a la conclusió que Troia ha d'haver estat molt més gran del que l'erudició arqueològica havia suposat, i que la ciutat va haver de tenir ports artificials dins de la plana inundada moderna.
El 1994, un altre llibre el va seguir. Aquesta vegada, Zangger interpretà la llegenda de la guerra de Troia com el record d'una guerra memorable que va conduir al col·lapse de molts països de tot el Mediterrani oriental al voltant de 1200 aC. En contrast amb la investigació arqueològica de l'època, Zangger atribueix més importància als estats situats a l'oest d'Anatòlia que es coneixen a partir dels documents hitites, incloent-hi els regnes luvites d'Arzawa, Mira, Wilusa, Lukka i el territori del Riu Seha. En opinió de Zangger, si aquests petits regnes haguessin estat units, haurien igualat la importància econòmica i militar de la Grècia micènica o la Creta minoica.
En col·laboració amb l'Institut Federal de Geociències i Recursos Naturals a Braunschweig, Zangger va preparar una exploració geofísica amb helicòpter de la plana de Troia per localitzar per localitzar estrats d'assentaments i conques de ports artificials mitjançant tècniques de penetració del terreny El Ministeri turc no li va concedir el permís per dur a terme aquest projecte, i, com a conseqüència, Zangger es va retirar de la ciència amb una conferència davant de l'Acadèmia de Ciències de Heidelberg.
Tot i que les teories de Zangger van ser rebutjades per la majoria dels científics, les seves tesis van tenir un impacte: el debat pot ser considerat com un pròleg al debat sobre Troia que es va desencadenar entre els arqueòlegs alemanys en 2001/02. En particular, el prehistoriador i arqueòleg Manfred Korfmann directament o indirectament va fer seves diverses de les idees de Zangger, sobretot la idea que la Troia de l'edat del bronze era molt més gran del que es pensava i era també uncentre d'intercanvi comercial. La cultura luvita a l'oest d'Àsia Menor també ha contemplat un augment en l'interès per la recerca en els últims anys.
A la tardor de 1999, Zangger va esdevenir un consultor de negocis especialitzat en comunicació empresarial i relacions públiques. El 2002 va fundar una empresa de consultoria per a les comunicacions corporatives.

## Obres selectes
- The Landscape Evolution of the Argive Plain (Greece). Paleo-Ecology, Holocene Depositional History and Coastline Changes. Dissertació de doctorat a la Universitat Stanford, University Microfilms International, Ann Arbor, Michigan 1988
- Prehistoric Coastal Environments in Greece: The Vanished Landscapes of Dimini Bay and Lake Lerna. Journal of Field Archaeology 18 (1): 1-15. 1991
- The Flood from Heaven – Deciphering the Atlantis Legend. Sidgwick & Jackson, Londres 1992 ISBN 0-283-06084 0
- The Geoarchaeology of the Argolid. (Ed. per l'Institut Arqueològic Alemany Atenes), Mann, Berlin 1993 ISBN 3-7861-1700-4
- Plato's Atlantis Account: A distorted recollection of the Trojan War. Oxford Journal of Archaeology 18 (1): 77-87. 1993
- The Island of Asine: A paleogeographic reconstruction. Opuscula Atheniensa XX.15: 221-239. 1994
- Ein neuer Kampf um Troia. Archäologie in der Krise. Droemer Knaur, Múnic 1994 ISBN 3-426-26682-2
- Zangger, Eberhard; Michael Timpson, Sergei Yazvenko, Falko Kuhnke & Jost Knauss: The Pylos Regional Archaeological Project; Landscape Evolution and Site Preservation, Hesperia 66 (4): 549-641. 1997
- Das Atlantis=Troja-Konzept – Auf den Spuren einer versunkenen Kultur in Westkleinasien. Revista trimestral de la Societat d'Història Natural de Zuric, 143 (1), 13-23. 1997
- Die Zukunft der Vergangenheit. Archäologie im 21. Jahrhundert. Schneekluth, Múnic 1998 ISBN 3-7951-1652-X
- Zangger, Eberhard, Michael Timpson, Sergei Yazvenko i Horst Leiermann: Searching for the Ports of Troy. A: Environmental Reconstruction in Mediterranean Landscape. Oxford 1999 ISBN 978-1-900188-63-0
- Some Open Questions About the Plain of Troia. A: Troia and the Troad – Scientific Approaches. Springer, Berlín, 317-324. 2003 ISBN 3-540-43711-8